# Данкомб, Чарльз, 3-й граф Февершем
Чарльз Уильям Слинсгби «Сим» Данкомб, 3-й граф Февершем DSO (англ. Charles William Slingsby "Sim" Duncombe, 3rd Earl of Feversham), также известен как виконт Хелмсли (англ. Viscount Helmsley; 2 ноября 1906 — 4 сентября 1963) — британский политик, деятель Консервативной партии Великобритании.

## Биография
Родился 2 ноября 1906 года в семье Чарльза Уильяма Реджинальда Данкомба, 2-го графа Февершем, и леди Марджори Бланш Эвы Данкомб, дочери Фрэнсиса Гревилла, 5-го графа Уорика. Учился в Итонском колледже. Принял титул графа в возрасте 9 лет, когда его отец погиб на поле Первой мировой войны. Занял своё место в Палате лордов на скамье Консервативной партии, работал при премьер-министрах Рамсее Макдональде и Стэнли Болдуине как лорд-в-ожидании в Палате лордов в 1934—1936 годах. При Невилле Чемберлене работал Парламентским секретарём Министерства сельского и рыболовного хозяйства, а также заместителем министра рыболовного хозяйства в 1936—1939 годах.
Данкомб служил в 13/18-м гусарском полку, имел звание подполковника; также был почётным полковником Личного Её Величества Йоркширского йоменского полка. Участвовал во Второй мировой войне, за службу награждён орденом «За выдающиеся заслуги». С 1959 года и до своей смерти — казначей университета Лидса. Скончался в сентябре 1963 года на 57-м году жизни. После смерти линия виконтов Хелмсли прекратила своё существование, преемником баронского титула стал его кузен Питер Данкомб, 6-й барон Февершем.
Был женат на леди Энн Дороти Вуд, дочери Эдварда Вуда, 1-го графа Галифакса. Свадьба состоялась в 1936 году, 11 октября 1938 в браке родилась дочь леди Кларисса Данкомб.